# ジェラルド・バトラー in THE GAME OF LIVES
『ジェラルド・バトラー in THE GAME OF LIVES』（- イン・ザ・ゲーム・オブ・ライブス、The Game of Their Lives）は2005年のアメリカ合衆国のドラマ映画。監督はデヴィッド・アンスポー、出演はジェラルド・バトラーとウェス・ベントリーなど。1950年にブラジルで開催されたサッカーワールドカップを舞台に、寄せ集めのアマチュア選手によるアメリカ代表チームが名門イングランド代表を奇跡的に破った実話を題材にしたジェフリー・ダグラスの著作『ワールドカップ伝説 奇跡を起こした11人』（原題：The Game of Their Lives）を映画化した作品である。フランク・ボーギらモデルとなった本人もラストシーンで数名登場している。またフレディ・アドゥやランドン・ドノバンら、制作当時のMLSのスター選手も出演している。
日本では劇場未公開だが、2006年1月27日にDVDが発売された他、『ゲーム・オブ・ライブズ』のタイトルでBS-TBSで放送された。

## キャスト
※括弧内は日本語吹替
- フランク・ボーギ（英語版）: ジェラルド・バトラー（小山力也）
- ウォルター・バー（英語版）: ウェス・ベントリー（土田大）
- フランク・ウォレス（英語版）: ジェイ・ロダン（英語版）（成田剣）
- スタンリー・モーテンセン（英語版）: ギャヴィン・ロスデイル
- チャーリー・コロンボ（英語版）: コスタス・マンディロア
- ジョー・ガエトヘンス（英語版）: ジミー・ジャン＝ルイ（英語版）
- デント・マックスキミング（英語版）: テリー・キニー（麦人）
  - 老年期: パトリック・スチュワート
- ビル・ジェフリー（英語版）: ジョン・リス＝デイヴィス（中村秀利）

## 作品の評価
Rotten Tomatoesによれば、批評家の一致した見解は「熱はこもっているが根本的につまらないサッカー映画。」であり、35件の評論のうち高評価は26%にあたる9件で、平均点は10点満点中4.63点となっている。
Metacriticによれば、13件の評論のうち、高評価は3件、賛否混在は7件、低評価は3件で、平均点は100点満点中47点となっている。